# Shōtengai

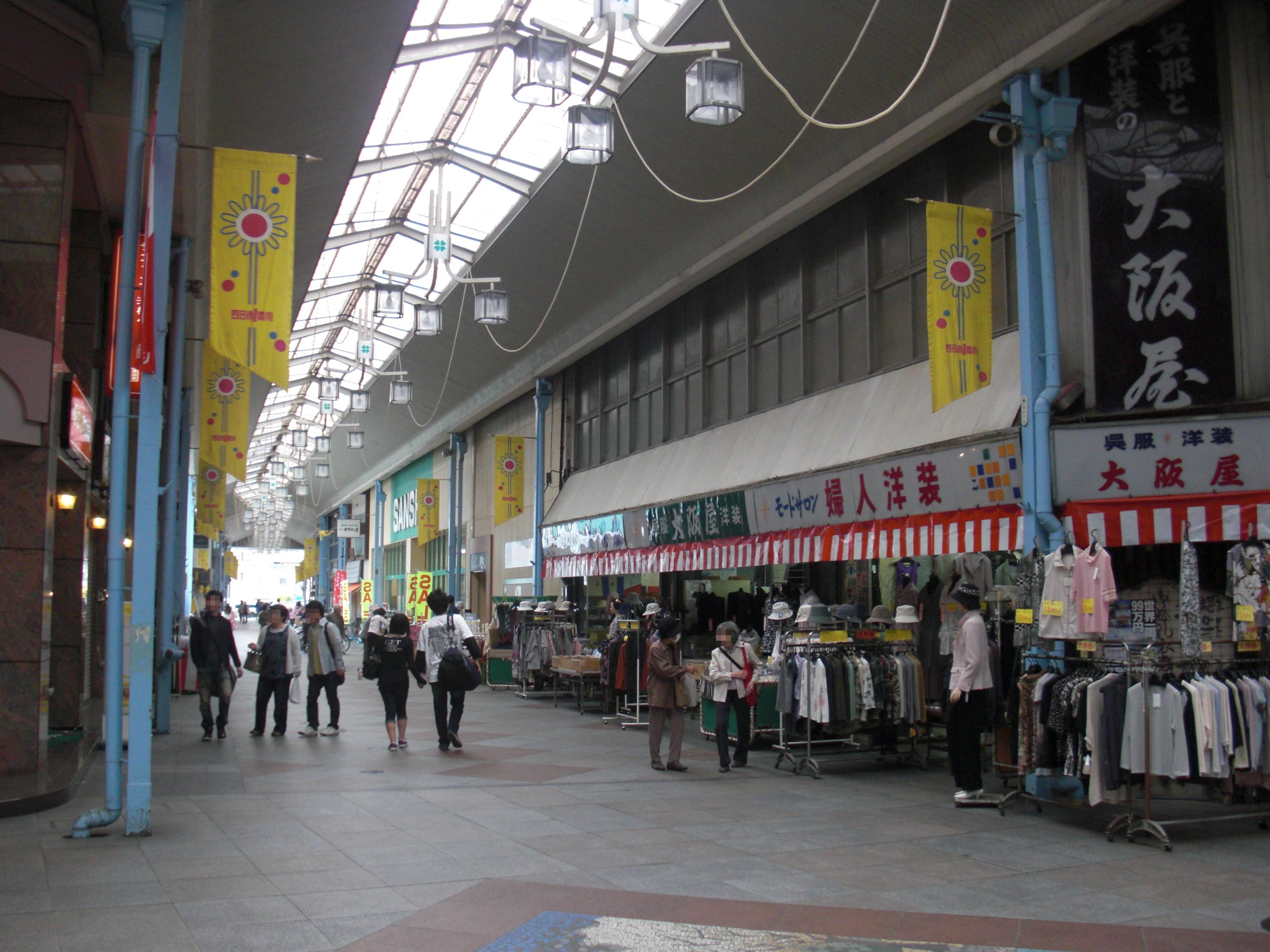
Lo shōtengai Suwasakaemachi di Yokkaichi

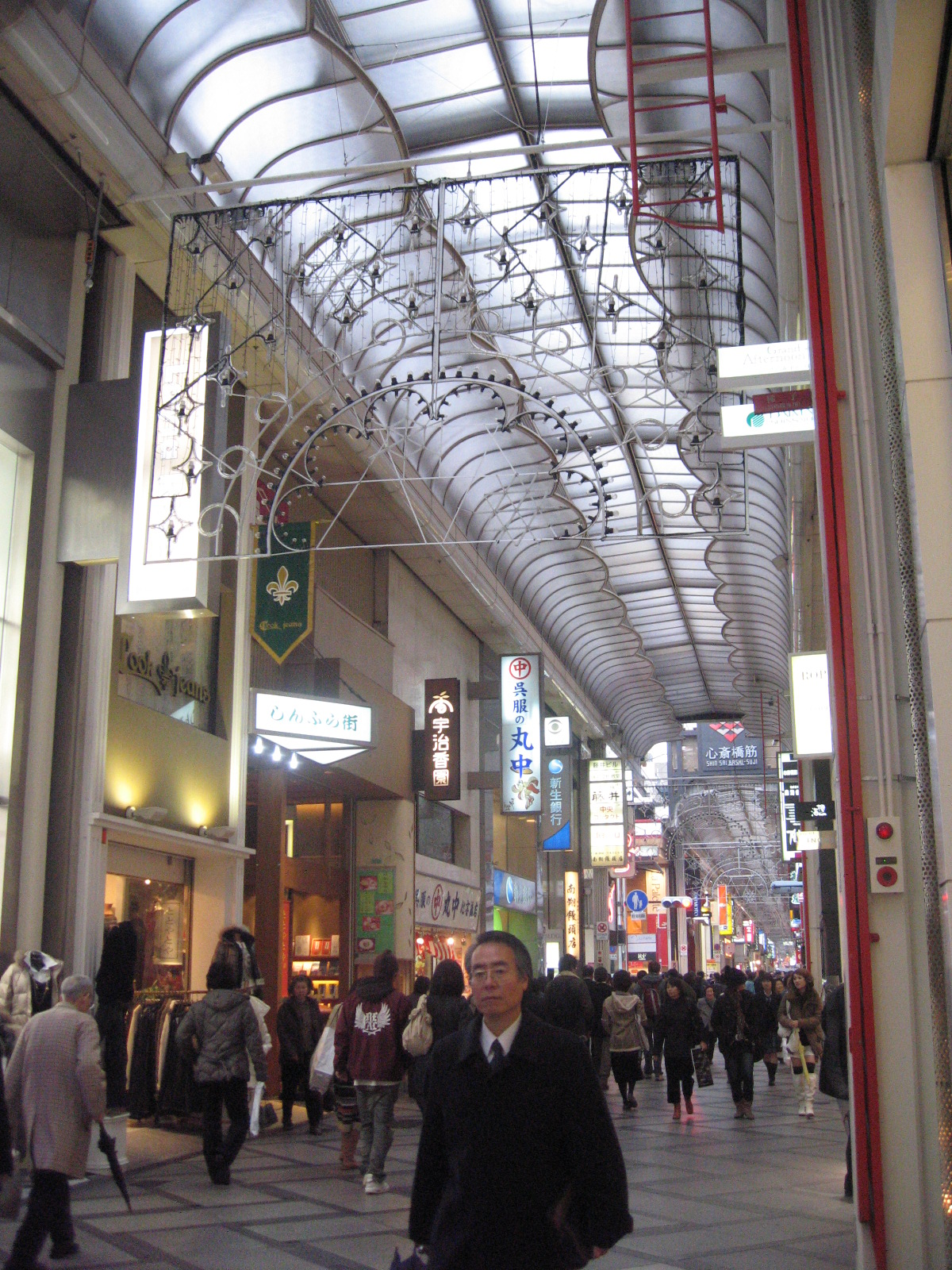
Lo shōtengai Shinsaibashi di Osaka

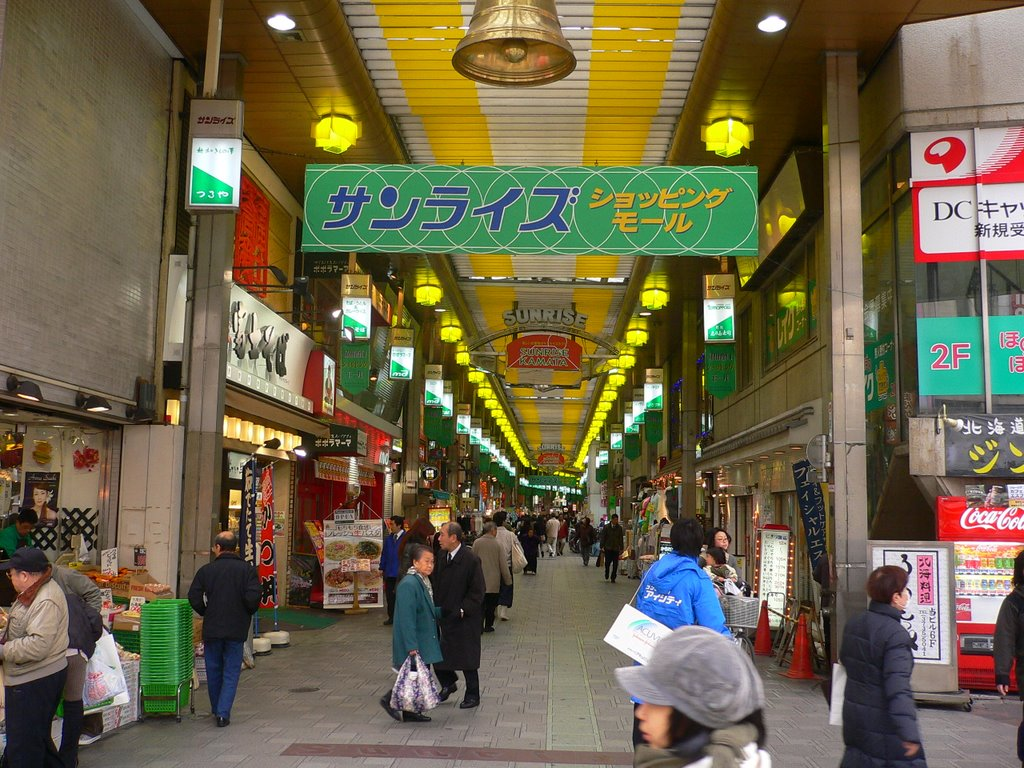
Lo shōtengai Kamata Nishiguchi di Tokyo

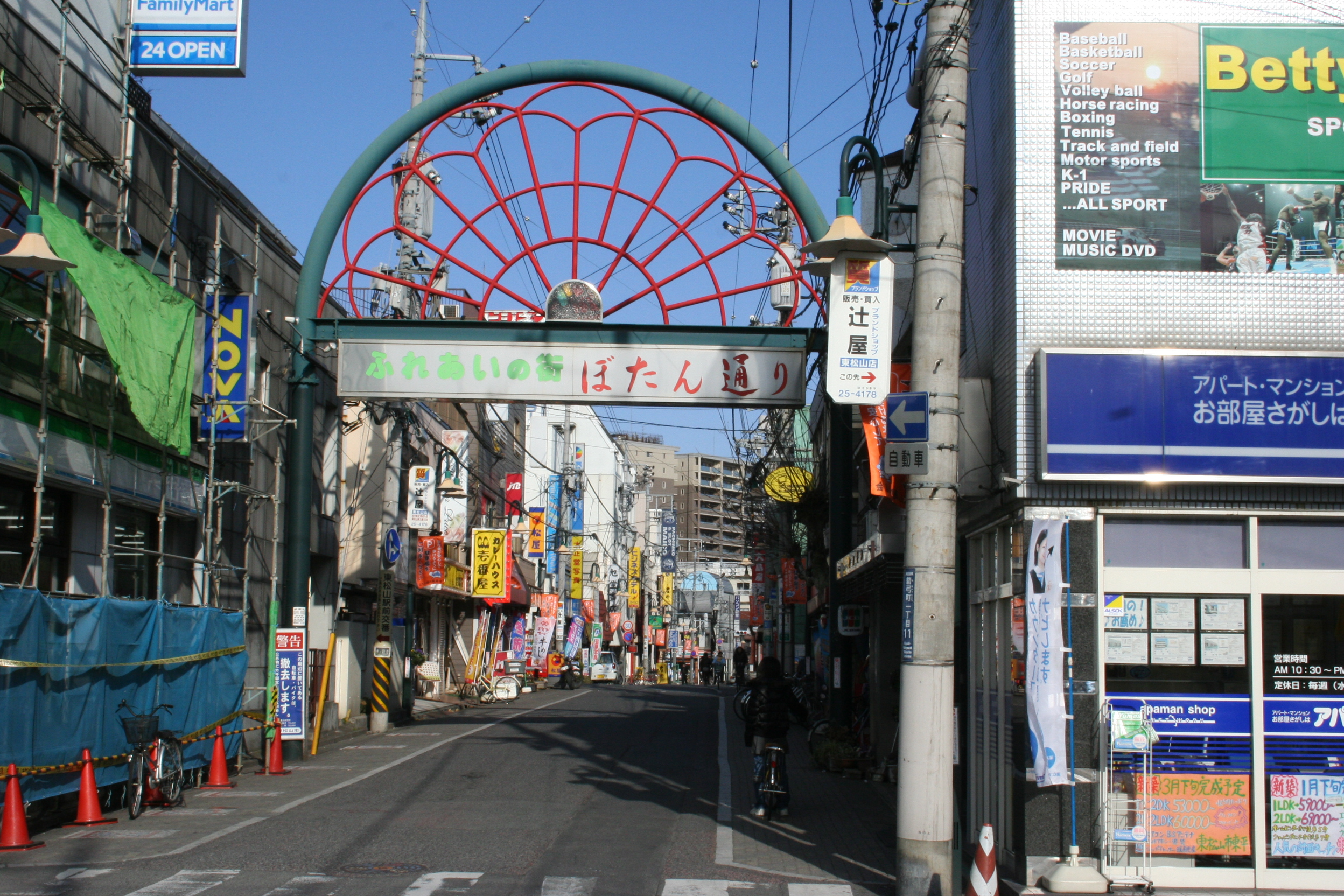
Lo shōtengai all'aperto Botandori di Saitama

Uno shōtengai (商店街?) è una specie di centro commerciale tipico del Giappone. È il luogo dedicato agli acquisti di generi alimentari, allo shopping, alla ristorazione, all'intrattenimento ed altre attività sociali. Rappresenta anche un punto di ritrovo per la popolazione  paragonabile ai mercati italiani, dove ci si ferma volentieri per una chiacchierata.

## Caratteristiche
Gli shōtengai si trovano in quasi tutti i quartieri e cittadine giapponesi, e variano in dimensioni, forma e lussuosità a seconda delle circostanze. Si sviluppano su strade strette e lunghe, di solito nelle vicinanze di una stazione ferroviaria; i negozi si susseguono l'un l'altro e si diffondono anche nelle vie laterali. La maggior parte delle vie principali sono coperte con dei lucernari a sezione rotonda o triangolare, e si possono considerare simili alle gallerie commerciali occidentali, anche se non ne hanno la pomposità e le dimensioni. Quasi tutti gli shōtengai, in particolare quelli coperti, sono isole pedonali.
I negozi sono quasi sempre piccoli ed a conduzione familiare, che resistono alla concorrenza spietata dei punti vendita della grande distribuzione. Uno dei segreti della sopravvivenza di questo tipo di commercio, è quella forma di familiarità che si è creata tra acquirenti e commercianti, che si intrattengono amabilmente a chiacchierare, un tipo di rapporto che è sempre più raro nelle grandi città, specialmente tra i discretissimi giapponesi, amanti della privacy. La maggior parte degli esercizi vende generi alimentari, spesso proprie specialità, ma lungo l'estensione dell'intero shōtengai, che a volte raggiunge diversi chilometri, si possono trovare negozi specializzati in ogni tipo di prodotto e servizio. Vi sono molti ristoranti, supermercati medio-piccoli, pachinko (frequenti sale da gioco giapponesi stipate di modernissime slot machine), barbieri, farmacie, lavanderie ecc.
Sopraffatti dalla concorrenza, gli shōtengai sono oggi in diminuzione, ma riescono a resistere grazie all'orgoglio ed allo spirito di solidarietà che si è venuto a creare tra venditori e clienti nel preservare la tradizione, secondo la quale una passeggiata nello shōtengai equivale ad una passeggiata nella piazza cittadina.